# Piętno (wieś)
Piętno  – wieś w Polsce położona w województwie wielkopolskim, w powiecie tureckim, w gminie Tuliszków.
Piętno podzielone jest zwyczajowo na dwie części - Piętno Wieś i Piętno Parcele, połączone parkiem, w którym znajduje się boisko do piłki nożnej, plac zabaw oraz kilka stawów. W innej części parku znajdują się pozostałości po dworku (schody). W przeszłości Piętno było wsią gminną. 
Do 1937 roku istniała gmina Piętno. W latach 1975–1998 miejscowość administracyjnie należała do województwa konińskiego.
Miejscowość zamieszkuje około 450 osób. W Piętnie znajduje się zakład Andrewex należący do Andrzeja Opłatka, byłego prezesa klubu piłkarskiego Tur Turek.
Wieś położona jest w sąsiedztwie wielu lasów różnych typów.